# Constituția Regatului Unit
Regatul Unit nu are o constituție scrisă propriu-zisă. Constituția este formată din mai multe categorii de norme juridice cuprinse în: dreptul statutar (Statute law), dreptul jurisprudențial (Common law) și obiceiul constituțional (conventional rules).